# 白耳岩吸蜜鸟属
白耳岩吸蜜鸟属（学名：Nesoptilotis）是唐纳雀科下的一个属。

## 下属物种
本属包括以下物种：
- 白耳岩吸蜜鸟 Nesoptilotis leucotis Latham, 1802
- Nesoptilotis schoddei Black, 2019